# دیوید کاپرفیلد (تردست)
(به انگلیسی: David Copperfield) (زادهٔ ۱۶ سپتامبر ۱۹۵۶) با نام اصلی دیوید سِت کاتکین (به انگلیسی: David Seth Kotkin)، تردست اهل آمریکا است.
مجلهٔ فوربز او را موفق‌ترین تردست جهان در تمام دوران‌ها، معرفی کرده‌است. برنامه‌های تلویزیونی کاپرفیلد تا به امروز نامزد ۳۸ جایزه امی شده‌اند که توانسته ۲۱ عدد از آن‌ها را برنده شود. او در طول ۳۰ سال دوران فعالیت، ۱۱ رکورد جهانی گینس را به نام خود ثبت کرد و به اولین تردستی تبدیل شد که ستاره‌ای در پیاده‌روی شهرت هالیوود به نام وی ثبت شد.
وی نشان ملی شوالیه را از دولت فرانسه دریافت کرده‌است و توسط کتابخانه ملی کنگره آمریکا «اسطورهٔ زنده» لقب گرفت.
کاپرفیلد تا سال ۲۰۰۶، بیش از ۳۳ میلیون عدد بلیط فروخته و توانسته بیش از ۴ میلیارد دلار از این راه کسب درآمد کند. این مقدار حتی از مایکل جکسون و مدونا نیز بیشتر است و باعث شد رکورد پردرآمدترین و پرتماشاچی‌ترین سرگرمی‌ساز و پرتماشاچی‌ترین تردست جهان را در کتاب گینس به نام خود ثبت کند. کاپرفیلد در سال ۲۰۰۶، یازده جزیرهٔ اختصاصی در باهاما خریداری کرد.
او به‌طور متوسط بیش از ۵۰۰ نمایش در سال در سراسر جهان اجرا می‌کند.

## سال‌های آغازین
کاپرفیلد در ۱۶ سپتامبر سال ۱۹۵۶ در شهر «متوچن»، واقع در ایالت نیوجرسی آمریکا از پدر و مادری یهودی که از روسیه مهاجرت کرده بودند، به دنیا آمد. او در کودکی، تردستی با کارت را از پدربزرگ خود آموخت. کاپرفیلد نخستین اجرای خود را در سن ۱۲ سالگی در شهر زادگاهش به نمایش گذاشت. مهارت‌هایش را در تردستی به سرعت توسعه داد و رسماً به عنوان جوان‌ترین تردست، به عضویت انجمن تردست‌های آمریکا درآمد. او در سن ۱۶ سالگی به تدریس یک دوره درسی تردستی در دانشگاه نیویورک پرداخت.

## فعالیت حرفه‌ای

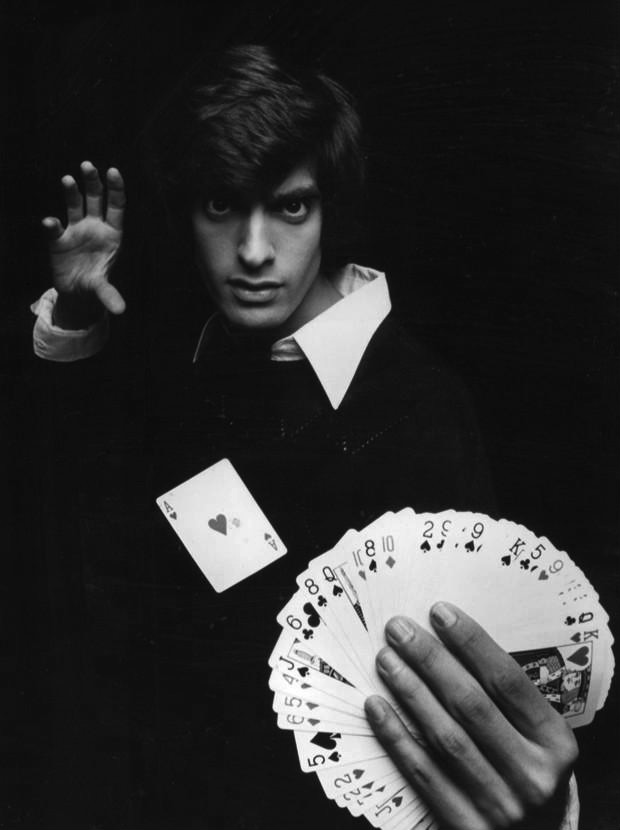
دیوید کاپرفیلد در حال اجرای تردستی در یک برنامه تلویزیونی در سال ۱۹۷۷

کاپرفیلد در طول سال‌های دهه هفتاد میلادی به اجرای تردستی در تلویزیون و سالن‌های نمایش پرداخت و در سال ۱۹۷۸ نخستین بار اجرای ویژه خود را با نام «جادوی دیوید کاپرفیلد» به نمایش گذاشت که موفق به کسب جوایزی شد و نامش بر سر زبان‌ها افتاد. در سال‌های دهه هشتاد، او به تردستی در مقیاس بالاتر روی آورد. از مشهورترین اجراهای او ناپدید کردن یک هواپیمای لیرجت در ۱۹۸۱، ناپدید نمودن و پدیدار نمودن مجدد مجسمه آزادی در سال ۱۹۸۳، گذشتن از دیوار بزرگ چین در ۱۹۸۶، فرار از زندان آلکاتراز در ۱۹۸۷ و پروازی چند دقیقه‌ای حین اجرای نمایش اشاره کرد. وی همچنین به‌عنوان نخستین تردستی شناخته شد که بدون کمک کابل توانست پرواز کند.
او شعبده بازی‌های قدیمی را به سبک مدرن و جدید و جالبی عرضه کرد و موجب شد تا مردم دنیا به این نمایش‌ها با دید بهتر و هیجان‌انگیزتری نگاه کنند. دیوید کاپرفیلد جوایز بسیاری نیز دریافت نموده و موفق به کسب لقب شوالیه از دولت فرانسه و دکترای افتخاری از دانشگاه فوردهام شده‌است. همچنین در موزه مادام توسو در لندن که مجسمه مومی اشخاص مشهور را قرار می‌دهند، مجسمه مومی وی هم اضافه گردیده‌است. در ۴ کشور هم تصویرش را به عنوان یادبود بر روی تمبر چاپ کرده‌اند.
درآمد او فقط در سال ۲۰۰۳ بالغ بر ۵۷ میلیون دلار بوده و از نظر درآمد در دنیا نفر دهم می‌باشد.

## حوادث و آسیب‌دیدگی‌ها
در مارس ۱۹۸۴، کاپرفیلد در هنگام اجرای نمایشی در کالیفرنیا با عنوان فرار از مرگ، با پیچیده‌شدن و گیر کردن در میان زنجیرها در زیر آب، دچار آسیب‌دیدگی شدید زردپی و شوک شد و به بیمارستان، انتقال داده شد. او پس از این اتفاق تا مدتی ناچار به استفاده از ویلچر و عصا بود. او همچنین در ۱۹۸۹، حین اجرای نمایشی در ممفیس، تنسی به‌طور اتفاقی نوک انگشت خود را با قیچی بُرید. او به‌سرعت به بیمارستان رسانده شد و بخش جدا شدهٔ انگشت او مجدداً پیوند شد.

## دستاوردها

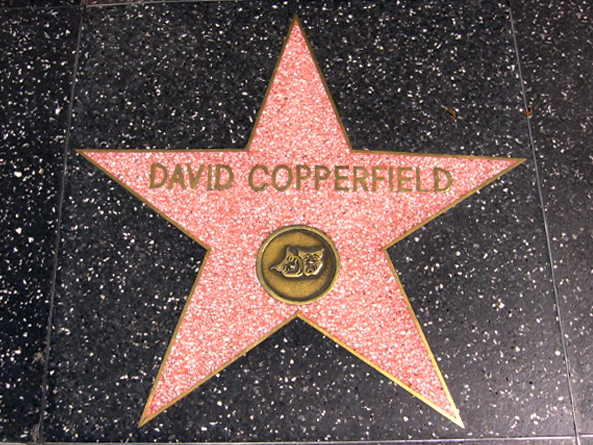
ستارهٔ کاپرفیلد در پیاده‌روی مشاهیر هالیوود.

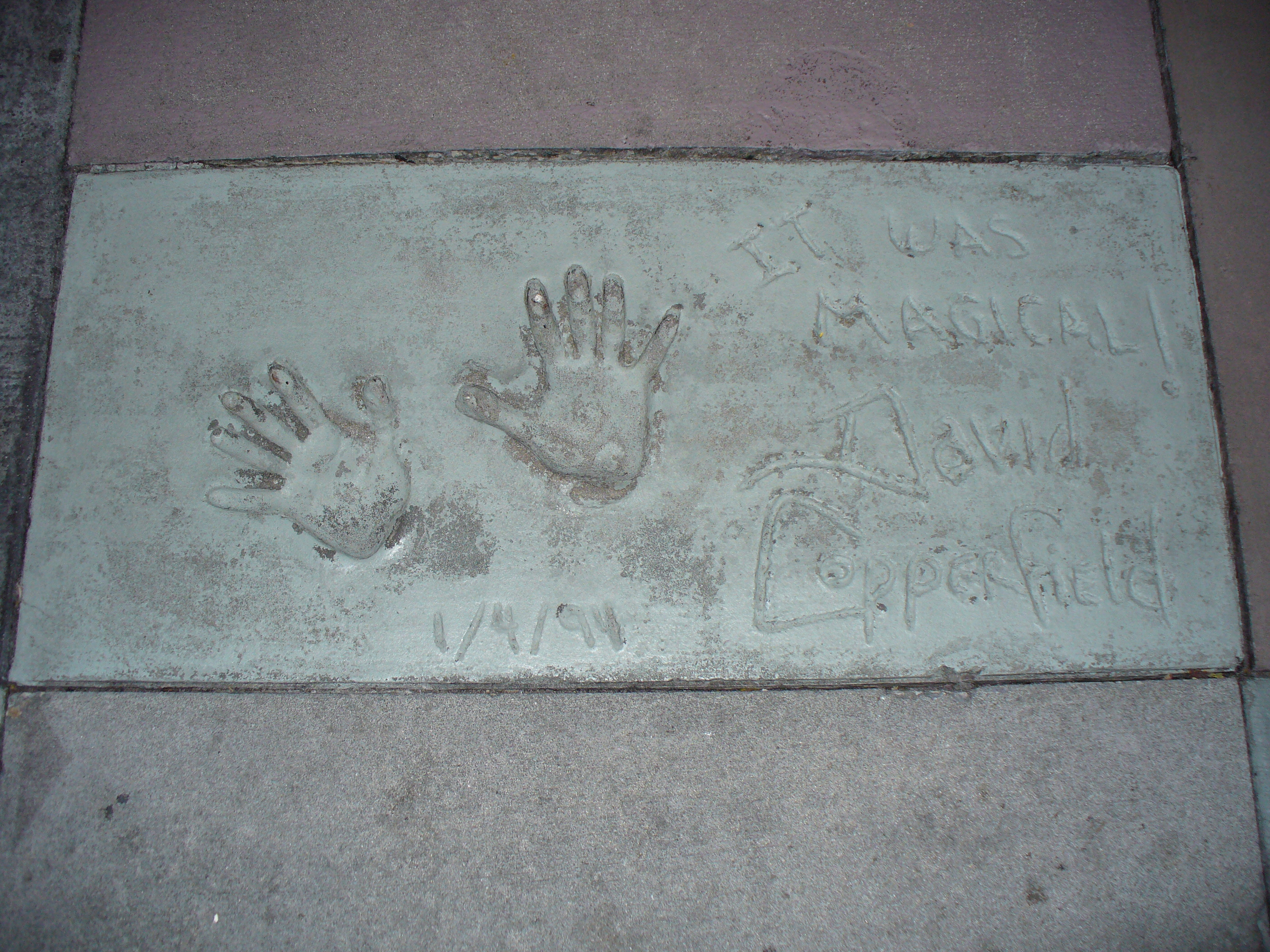
اثر دست‌های کاپرفیلد در والت دیزنی ورلد

- - لقب «پادشاه شعبده» و «شعبده‌باز قرن» از انجمن شعبده‌بازان آمریکا.
- نامزد ۳۸ جایزه امی و برندهٔ ۲۱ عدد از آن‌ها.
- لقب «اسطورهٔ زنده» توسط کتابخانه کنگره.
- اولین شعبده‌بازی که در پیاده‌روی شهرت هالیوود ستاره‌ای به نامش ثبت شد.
- دریافت نشان لژیون دونور از دولت فرانسه.
- بهترین شعبده‌باز سال ۱۹۸۰ و ۱۹۸۷ از طرف آکادمی هنر تردستی.
- جزء ۱۰۰ ستارهٔ مشهور قدرتمند سال ۲۰۰۹ به انتخاب مجلهٔ فوربس با درآمد ۳۰ میلیون دلار در همان سال.
- ثبت ۱۱ رکورد جهانی در کتاب گینس.

## رکوردهای جهانی گینس
کاپرفیلد دارای ۱۱ رکورد جهانی گینس به‌شرح زیر است:
1. بیشترین نمایش تردستی انجام شده در یک سال
2. بیشترین شمار بلیط فروخته‌شده برای یک سرگرمی‌ساز
3. بیشترین درآمد کسب شده توسط یک تردست
4. بالاترین شمار بینندهٔ تلویزیونی در جهان برای نمایش‌های یک تردست
5. پُردرآمدترین تردست در طول یک سال
6. بیشترین شمار بینندهٔ هفتگی در نمایش‌های انجام شده در برادوی
7. بیشترین تنوع در تردستی‌های انجام شده توسط یک نفر
8. گران‌ترین پوستر فروخته‌شده در یک حراجی با موضوع تردستی
9. بزرگ‌ترین نمایش تردستی اجرا شده توسط یک نفر